# Rudnea-Novenka, Șepetivka
Rudnea-Novenka (în ucraineană Рудня-Новенька) este un sat în comuna Sudîlkiv din raionul Șepetivka, regiunea Hmelnîțkîi, Ucraina.

## Demografie
Componența lingvistică a localității Rudnea-Novenka
     Ucraineană (92,96%)
     Rusă (6,03%)
     Polonă (1,01%)
Conform recensământului din 2001, majoritatea populației localității Rudnea-Novenka era vorbitoare de ucraineană (92,96%), existând în minoritate și vorbitori de rusă (6,03%) și polonă (1,01%).